# Janet Hardy
Janet W. Hardy (...) è una scrittrice e sessuologa statunitense nota soprattutto per aver scritto con Dossie Easton la guida al poliamore The Ethical Slut (tradotto in italiano nel 2014 come La zoccola etica).

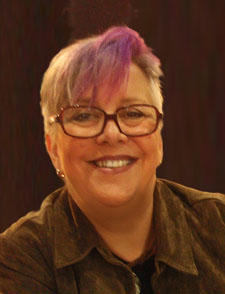

È la fondatrice della casa editrice Greenery Press. È stata pubblicata anche con gli pseudonimi Catherine A. Liszt e Lady Green. Scrive principalmente di educazione sessuale e BDSM.